# Костел Святого Антонія (Корець)
Костел Святого Антонія  — римо-католицький костел, в м. Корець, Рівненської області, пам'ятка архітектури національного значення (№ 601).

## Історія
На лівому березі Корчика, на території давнього передмістя Новий Корець, здіймається парафіяльний католицький костел Святого Антонія (попередньо — Успіння Пресвятої Богородиці), у минулому — замкова каплиця. Спочатку, це була дерев'яна святиня, яку збудували на цьому місці у 1533 році Князь Кароль та Княгиня Анна Корецькі, які тут і поховані.
У зв'язку з постійною військовою загрозою зі сходу периметр каплиці був укріплений кам'яною стіною з вежею і з'єднувався з твердинею на вершині відрога Волинського щита широким підземним ходом, що проходив під руслом річки.
Відбудовувати оплот віри католицької парафії в камені довелося вже молодшій гілці князівського роду Чарторийських, яка отримала у спадок місто на березі Корчика після згасання роду Корецьких. Саме на їхні кошти в 1706-ому при активній підтримці ксьондза Станіслава Кропивницького був зведений костел-фортеця з елементами декору в стилі бароко. За свідченням А.Анджейовського, фрески та олійні ікони належали пензлю Юзефа Маньковського.
1707 року було утворено парафію. 17 червня 1746 року цей костел під титулом Успіння Пресвятої Діви Марії консекрував єпископ-помічник Київський Йосиф Чарнецький.
Після ліквідації корецького францисканського кляштора російською владою в 1835 році парафіяльний костел залишився не тільки єдиним католицьким храмом в окрузі, але і отримавши в своє повне розпорядження ікону святого Антонія з Сином Божим (Imago Gratioza Saucti Antoni).

## Реконструкція
В 1915-ому була розпочата масштабна реконструкція храму за проектом та під безпосереднім керівництвом польського архітектора Джозефа Пія Джіконского (1844—1927), що тривала майже рік. Саме тоді будівля кардинально змінила своє планування і вівтарна частина опинилася на півдні (раніше центральна вісь проходила зі сходу на захід), а вінчаючі нову частину будівлі хрести — розгорнуті під 90º. Можливо саме після тієї перебудови костел освятили на честь святого Антонія Падуанського.

## Архітектура
Ця католицька культова пам'ятка є цікавим зразком провінційного храму, в якому дивно переплелися архітектурні форми і прийоми, властиві волинським зодчим XVI — початку XX ст. Костьольній двір з одиночної двох'ярусної каплицею в кутку, де в 1920 поховали польських солдатів, які полягли в боях з Червоною армією, оточує стіна з традиційною католицькою аркадною дзвіницею на три дзвони.
Докладніше: Братська могила польських воїнів.
Зовнішнє оформлення костелу у вигляді спарених пілястрів доричного ордера, порталу центрального входу з розірваним напівкруглим фронтоном, барокових крутиків спливів, витонченої двох'ярусної сигнатурки, люкарн купола колишньої апсиди, різноманіття використаних конфігурацій віконних прорізів (овальні, круглі, коробові, аркові), складнопрофільних карнизів і башточки-надбудови світлового барабана при двох перехрещених осях храму створюють унікальний неповторний вигляд, який породжує чарівність нашарування епох.
Внутрішній простір нави розкреслено подвійними пружними арками, що ділять його на дві частини, яке вінчають зірчасті (кришталеві) склепіння. З колишнього оздоблення практично збереглася лише мала частина настінного розпису. Два наявних в розпорядженні служителів культу барокових вівтаря XVII століття були перевезені з костелу Святого Антонія села Великі Межирічі.
У північній частині огородженого по периметру невисокою цегляною стіною комплексу підноситься вгору трипілонна Дзвіниця під чотирисхилою покрівлею з глибокими нішами для святих фігур на зовнішніх опорах. Її аскетичний вигляд кілька скрашують лопатки і профільований лобовій карниз.

## Радянські часи
В міжвоєнний період настоятель храму отець Антоній Дерковіч зняв з дзвіниці три дзвони і закопав їх щоб зберегти, але служби не зупинив.
В 1962-му році  тут облаштувати склад хімічних матеріалів.
Хімікати безнадійно знищили унікальний внутрішній декор храму. Навіть після офіційної заборони на ведення релігійної діяльності пастир храму Серафима Кошуби не залишав без уваги свою парафію, потайки проводячи богослужіння і католицькі обряди.

## Сучасний стан
У 1990 році католицьку святиню в жахливому стані повернули віруючим і незабаром після повної реконструкції 19 грудня 1994 року храм освятили архієпископ Мар'ян Яворським і єпископ Маркіян Трофим'як під титулом св. Антонія.. Тепер він є діючим храмом Луцької дієцезії Римо-католицької церкви в Україні.
У неділю, 18 вересня 2016 року в костелі Святого Антонія у Корці на Рівненщині вперше відбувся концерт академічного камерного оркестру Рівненської обласної філармонії в рамах проекту 'Музика в старовинному Корці'. У виконанні артистів прозвучали твори Г. Генделя, Й. Баха, В. Моцарта, Й. Брамса. Концерт відбувся за організації начальнику концертного відділу Рівненської обласної філармонії Ірині Томкович, ведучій Лілії Майоровій та диригенту Сергію Черняку.